# Камишний Юрій Костянтинович
Камишний Юрій Костянтинович (нар. 25 квітня 1962 р., м. Житомир, Україна), народний художник України (2016), член НСХУ, член Міжнародної спілки художників під егідою ЮНЕСКО, лауреат українських та міжнародних премій. Працює в жанрі пейзажу та натюрморту.

## Біографія
Народився 25 квітня 1962 р. в м. Житомир. Батько — Костянтин Камишний — український художник. Юрій навчався у Житомирській художній школі, а згодом закінчив Одеське державне художнє училище імені М. Б. Грекова (1982).
З 1992 р перебуває у лавах Національної спілки художників України. А з 2005 року — член Міжнародної Спілки художників під егідою ЮНЕСКО та Міжнародної професійної спілки художників.
Педагоги з фаху — В. Власов, К. Філатов. Працює в галузі живопису, графіки.

## Основні твори
«Натюрморт із фруктами» (1985), «Натюрморт з осою» (1989), «З бабусиних долонь. Осінь» (1991), «Земля і Небо» (1994), «Натюрморт з абрикосом» (1995), «Літо стрекоче» (1996), «Узимку» (1998), «Вечір» (1999), «Бабусині вишні» (2000), «Жовтий світ» (2001), «Я теж україночка» (2004), «Сніг на коси» (2005), «Не запрошена у вирій» (2008), «Ті, що за нас несуть хрест» (2008), «Знак двох» (2009), «Молитва за незігрітих» (2010)
Роботи Юрія Камишного зберігаються:
- в експозиції Львівської галереї мистецтв,
- музеї ім. Лесі Українки м. Київ,
- в Культурному центрі України в Москві,
- в Одеському музеї ім. М. К. Реріха,
- музеї Лесі Українки м. Звягель,
- Житомирському обласному літературному музеї,
- Центрі Української Культури та Мистецтв м. Києва,
- в колекціях Президентів України — Л. Д. Кучми, П. О. Порошенка, Патріарха Володимира, найтитулованішого спортсмена України — Сергія Бубки та приватних колекціях в Україні й за кордоном.

## Нагороди та відзнаки
- 1994 — стипендіат обласного Фонду культури.
- 1996 — лауреат міського конкурсу «Людина року-96» в номінації «Кращий художник».
- 2001 — лауреат премії ім. Лесі Українки Житомирського обласного відділення Українського фонду культури.
- 2006 — лауреат міжнародної премії ім. М. К. Реріха.
- 2008 — лауреат всеукраїнської премії ім. Івана Огієнка.
- 2008 — заслужений художник України.
- 2009 — відзнака «За заслуги перед містом» ІІІ ступеня.
- 2011 — лауреат всеукраїнської літературно-мистецької премії ім. Івана Нечуя-Левицького.
- 2013 — відзнака Житомирської обласної ради «Честь і слава Житомирщини».
- 2016 — народний художник України. За значний особистий внесок у розвиток національної культури і мистецтва, вагомі творчі здобутки та високу професійну майстерність[1]
- 2017 — відзнака «За заслуги перед містом» ІІ ступеня.
- 2018 — відзнака Житомирської обласної ради «Почесний Амбасадор Житомирщини».[2]